# Rotný
Rotný (rtn.) je nejvyšší poddůstojnická hodnost AČR. V hodnostním kódování NATO odpovídá OR-4. Nejbližší nižší hodností je četař a nejbližší vyšší hodností je rotmistr.
V americké armádě odpovídá hodnostem Specialist nebo Corporal.

K vykonávání funkce rotného v ČR stačí mít výuční list.